# Németh István (mérnök)
Németh István (Csömödér, 1944. november 7. – 2018. április 30.) építőmérnök, műszaki egyetemi doktor, címzetes egyetemi docens. 2014. május 31-ig a Büki Gyógyfürdő Zrt. elnök-vezérigazgatója. Több országos és régiós szervezet elnöke, vezetője.

## Főbb iskolái
- Állami Általános Iskola Egyházasrádóc 1950–1959
- Kölcsey Ferenc Általános Gimnázium Körmend 1959–1963
- Budapesti Műszaki Egyetem Építőmérnöki Kar 1964–1969 okl. építőmérnök
- Erdészeti és Faipari Egyetem Sopron 1976–1978 okl. tájrendező és környezetvédő szakmérnök
- Tudományos fokozat, cím: műszaki egyetemi doktor (dr. univ.) 1986; c. egyetemi docens 2005 NYME

## Munkahelyei
- Entzbruder Szakközépiskola, Szombathely, 1969–1971 mérnök-tanár
- Mélyépítési Tervező Vállalat Nyugat-dunántúli Közműtervező Osztály, Szombathely, 1971–1981 vezetőhelyettes
- Vas megyei Víz-és Csatornamű Vállalat, Szombathely, 1981–1993 igazgatóhelyettes-főmérnök
- Büki Gyógyfürdő Zrt., Bükfürdő, 1993–2014 elnök-vezérigazgató

## Főbb társadalmi tisztségek, megbízatások
- A Hidrológiai Társaság Nyugat-dunántúli Területi Szervezete alelnök, elnök
- MTESZ Vas Megyei Szervezete alelnök, elnök
- Vas Megyei Mérnöki Kamara alelnök, elnök, tiszteletbeli elnök
- Vas Megyéért Egyesület alelnök
- Pannon Termál Klaszter Egyesület elnök
- Magyar Fürdőszövetség alelnök, elnök, társadalmi elnök
- A Gyógyfürdőügyi és Klimatológiai Világszervezet SPA - Menedzsment Bizottság elnök
- Büki Testedzők Köre elnök, tiszteletbeli elnök
- Egyházasrádóci Sport Egyesület szakosztály igazgató, tiszteletbeli elnök

Külföldön is végzett tízéves közműtervezési gyakorlat birtokában Vas megyében vezetésével létrejött a korszerű víz-, csatorna- és fürdőszolgáltatás szervezeti rendszere, szolgáltatási, diagnosztikai, ellenőrzési, valamint informatikai bázisa. Irányításával befejeződött a megye teljes vízellátása, jelentősen bővült a színvonalas szennyvízelhelyezés megoldása. Országos újdonságként a fedett uszodában megszervezte a komplex fürdőkezelések Nappali Kórházi Osztályát. Több mint 22 évig végzett munkájának eredményeként a Büki Gyógyfürdő Zrt. sikeresen megoldotta a rendszerváltozás utáni krízishelyzetet, önerőből Magyarország második legnagyobb gyógyfürdőjévé, nemzetközileg is elismert gyógyüdülő központjává fejlődött. Közreműködésével a részvénytársaság jelentős oktatási, képzési bázisa a hazai fürdő- és rekreációsszakember-ellátásnak, a Nyugat-Magyarországi Egyetem oktató intézménye lett. Ezen, valamint az egyetem gazdasági tanácsa elnökeként is végzett tevékenységéért megkapta az egyetem legmagasabb kitüntetését, az NYME Díszpolgára címet.

## Szakmai irodalmi munkássága
A legjelentősebbek a közel ötven könyv, szakcikk tanulmány közül:
- Fürdők Kézikönyve, Budapest 2006.
- Magyar Fürdőszövetség és a Hungary Thermal Country. In: Spa-developments o medicial waters, Yokohama, 2009, FEMTEC.

Mindezeken túl mintegy száz konferencia, tudományos ülésszak előadójaként is szerepelt kül- és belföldön.
Számos szakmai, sport valamint társadalmi országos és regionális elismerés, kitüntetés tulajdonosa.